# Vukovski Dol
Vukovski Dol – wieś w Słowenii, w gminie Pesnica. W 2018 roku liczyła 414 mieszkańców.